# The Electric Diorama
The Electric Diorama ist eine italienische Rockband aus Rom.

## Geschichte
Die Gruppe spielte bereits mit 30 Seconds to Mars, Fall Out Boy, Panic! at the Disco und My Chemical Romance. Gegründet wurde The Electric Diorama von Helio Di Nardo und Francesco Catitti. Der Sound der Gruppe erinnert stark an den poppige Post-Hardcore bzw. Alternative-Rock-Bands aus den USA.
Im Oktober 2007 veröffentlichte die Gruppe ihr erstes Album via Nerdsound Records und Ammonia Records in Italien. Es heißt Lifemale. Ihre „Lifemale Tour“ startete im Dezember 2007, welche drei Monate dauerte und durch Italien und Österreich führte. Zwischen April und Juni tourte The Electric Diorama im Rahmen der Silverstar Tour in 14 Städte Italiens. Auf mehreren Summerfestivals spielte die Band mit Kill Hannah, Funeral for a Friend, Comeback Kid, Bring Me the Horizon, Mad Caddies, Caliban und Vanilla Sky.
Im März 2009 erfolgte der Release von Lifemale in Japan (In'n'Out Records) und in den USA (Oceanside Records). Außerdem spielte The Electric Diorama auf dem SXSW 2009 in Austin, Texas. Im Sommer folgte eine Tour durch Großbritannien und Österreich. Ab Oktober 2009 war die Band im Studio und arbeiteten an dem Nachfolgeralbum von Lifemale. Zwischenzeitlich folgten einzelne Konzerte in Russland und Ukraine. Die Gruppe war bereits im italienischen Fernsehen zu sehen, so gab die Gruppe ein Interview bei MTV und spielten dort Akustik. Es folgte später ein Auftritt bei TRL in Catania. Ihr Song Oh Dear, Now I'm Sure, I Hate You war im Sampler der italienischen Version des Rocksound beigelegt. Im Oktober war die Gruppe Headliner der „Yes! Weekend Tour“, die von Adam Kills Eve und My Last Fall begleitet wurde.
Das neue Album Rollin', Rockin', Super, Sonic! wurde von Francesco Catitti produziert. Aufnahmeproduzent war Andrew Wade aus Ocala, der bereits mit A Day to Remember und Versaemerge arbeitete. Für die erste Single Mr. Fantastic arbeitete die Gruppe mit Tim Palmer, der mit Pearl Jam, Blue October, HIM, U2 und Goo Goo Dolls in Los Angeles zusammen. Vom 12. Februar bis 23. Februar 2013 wird die Band in elf Konzerten durch Russland und der Ukraine touren. Der Name der Tour lautet „Rocket to Russia Tour - Return of the Babushka“.

## Diskografie
Alben
- 2007: Lifemale (Nerdsound, Ammonia; 2009 bei Oceanside Records (USA) und In'n'Out Records (Japan) neu veröffentlicht)
- 2010: Rollin´, Rockin´, Super, Sonic! (Nerdsound, Ammonia)

Singles
- 2010: Mr. Fantastic